# Andrzej Wierciak
Andrzej Wierciak (ur. 6 czerwca 1928 w Warszawie, zm. 9 sierpnia 1983 tamże) – polski inżynier mechaniki precyzyjnej.
W 1948 rozpoczął studia na Wydziale Mechanicznym w Szkole Inżynierskiej im. Wawelberga i Rotwanda, od 1952 kontynuował naukę na Wydziale Mechaniczno-Konstrukcyjnym Politechniki Warszawskiej. Rok później równolegle do studiów został asystentem w Katedrze Maszynoznawstwa Ogólnego na Wydziale Chemicznym. Z początkiem 1954 powstał na Wydziale Mechanicznym Technologicznym Oddział Mechaniki Precyzyjnej, na którym Andrzej Wierciak prowadził ćwiczenia audytoryjne i projektowe dotyczące części maszyn i mechanizmów. Ponadto prowadził ćwiczenia laboratoryjne z przedmiotów specjalizacyjnych tj. maszyny piszące, liczące i mechanizmy zegarowe. W połowie 1954 obronił pracę magisterską, w 1961 opracował wdrożony na Wydziale Mechaniki Precyzyjnej przedmiot "automaty użytkowe", którego wykładowcą był do końca życia. W 1965 przedstawił przygotowaną pod kierunkiem prof. Władysława Trylińskiego pracę doktorską dotyczącą procesów tarcia i zużycia w mechanizmach drobnych i precyzyjnych. Od 1 grudnia 1970 był docentem, od 1973 przez trzy lata był zastępcą dyrektora Instytutu Konstrukcji Przyrządów Precyzyjnych i Optycznych. Pracował społecznie w Związku Nauczycielstwa Polskiego, był prezesem Rady Oddziałowej przy Wydziale Mechaniki Precyzyjnej Politechniki Warszawskiej.

## Odznaczenia
- Srebrny Krzyż Zasługi[1]
- Złoty Krzyż Zasługi[1]
- Złota Odznaka Zasłużony dla Politechniki Warszawskiej[1]